# Сенегальско-турецкие отношения
Сенегальско-турецкие отношения — двусторонние дипломатические отношения между Сенегалом и Турцией.

## История
Исторически между Турцией и Сенегалом сложились очень дружеские отношения.
Турция помогала Сенегалу, когда он переживал Сахельскую засуху 1966—1973 годов, которая совпала с Франции от колониальной поддержки. Помня о том, что рост населения намного опережает экономический рост в Сенегале, Турция построила и впоследствии управляла школами в Сенегале через фонд «Маариф».
Турция особенно поддерживала президента Сенегала Абду Диуфа. Она также поддержала либерализацию политического процесса Абду Диуфа, в результате чего он позволил ещё 13 политическим партиям баллотироваться на всеобщих выборах 1983 года.
Отношения между странами приобрели значительный импульс, особенно в последние годы в политической, экономической и культурной областях.

## Визиты
Президент Турции Реджеп Тайип Эрдоган посетил Сенегал с официальным визитом в рамках своего турне по Западной Африке, организованного с 28 февраля по 2 марта 2018 года в сопровождении министра иностранных дел, министра экономики, министра энергетики и природных ресурсов, министра продовольствия, сельского хозяйства и животноводства, министра промышленности и торговли и министр культуры и туризма. 28 января 2020 года он также посетил Сенегал с официальным визитом. В рамках визита прошёл бизнес-форум.
3 мая 2019 года президент Сенегала Маки Саль присутствовал на открытии мечеть Чамлыджа, а также совершил официальный визит в Турцию 20 ноября 2019 года.

## Экономические отношения
Объём торговли между двумя странами в 2019 году составил 292 млн $.
Turkish Airlines выполняет 8 пассажирских и 4 грузовых рейса из Стамбула в Дакар. В апреле 2007 года Турецкок агентство по сотрудничеству и координации (TİKA) открыло свой первый офис в Западной Африке, который находится в Дакаре.
С 1992 года Турецкий фонд «Маариф» управляет школами в Сенегале, а правительство Турции предоставляет стипендии сенегальским студентам в рамках программы стипендий «Türkiye Scholarships».
В соответствии с Соглашением о торгово-экономическом и техническом сотрудничестве, подписанным в 1992 году, была создана Совместная экономическая комиссия (JEC). Первое заседание JEC состоялось в Анкаре 18—19 декабря 2006 года, второе — в Дакаре 6 апреля 2010 года, а третье — в Анкаре 9—11 апреля 2014 года. Четвёртое заседание JEC проходило под сопредседательством министра внутренних дел Турции и министра внутренних дел Сенегала в Дакаре 6—7 сентября 2017 года.
«План развития Сенегала», который охватывает такие области, как экономика, транспорт, инфраструктура, промышленность, образование, сельское хозяйство и обеспечение продовольствием, выделяется среди сенегальских шагов в области развития. Последние шаги по развитию осуществляются в рамках этого плана, турецкие компании также играют важную роль в нынешней инвестиционной среде, они взяли на себя важную роль в инфраструктурных проектах.

## Дипломатические представительства
С 1962 года действует посольство Турции в Дакаре. Оно является одним из первых посольств Турции на африканском континенте. В августе 2006 года у Сенегала есть посольство в Анкаре.